# Humberto José Barbuzzi
Humberto José Barbuzzi (Buenos Aires, 18 de enero de 1925-16 de noviembre de 1990) fue un militar argentino.

## Origen
Humberto José Barbuzzi nació el 18 de enero de 1925 en Buenos Aires. Cursó en la Escuela Naval Militar, donde se recibió de oficial en 1948.

## Trayectoria como militar
Entre 1976 y 1977, fue secretario general naval. Luego, fue comandante de la Flota de Mar, entre 1977 y 1979. A continuación, se desempeñó como jefe de Operaciones del Estado Mayor General de la Armada entre febrero y noviembre de 1979.
El 25 de febrero de 1977, fue designado presidente de Construcción de Vivienda para la Armada (COVIARA).

## Fallecimiento
Humberto José Barbuzzi falleció el 16 de noviembre de 1990.
En 2003, la justicia federal argentina ordenó su arresto, aunque ya había fallecido.